# Lim–6
A Lim–6 a szovjet MiG–17 vadászrepülőgépen alapuló lengyel vadászbombázó repülőgép. Az 1950-es évek végén, az 1960-as években Lengyelország alapvető vadászbombázó-típusa volt.

## Története

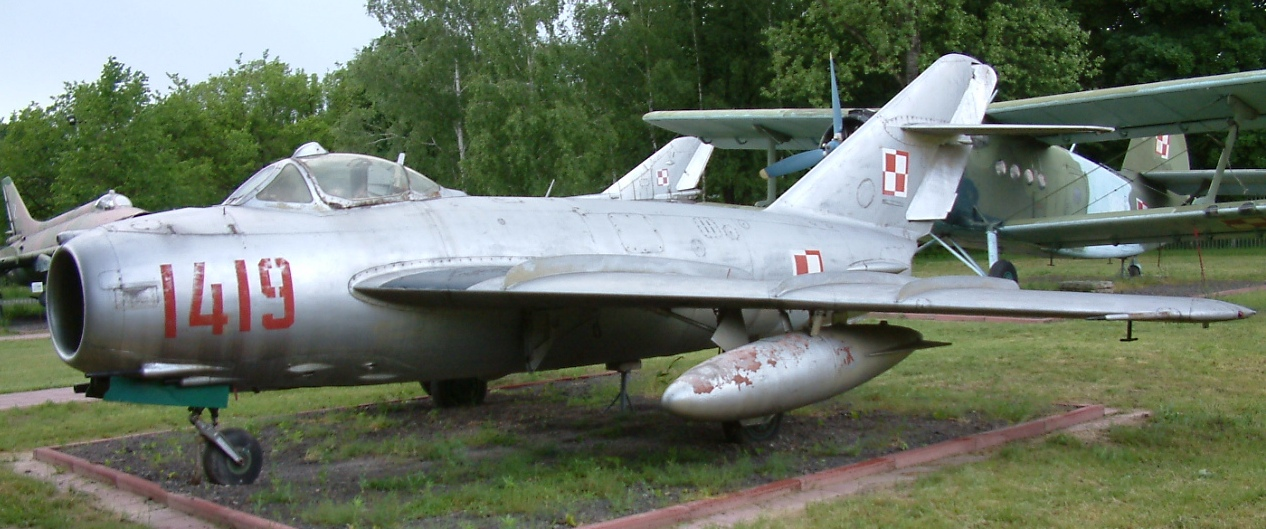
Lim–5 vadászrepülőgép

Lengyelország 1955-ben vásárolta meg a Szovjetuniótól a MiG–17 gyártásának jogát. A repülőgépet a WSK „PZL-Mielec” repülőgépgyár Lim–5 (Lim – licencyjny myśliwiec / licenc vadászrepülőgép) típusjellel gyártotta. Az első Lim–5 1956. november 28-án készült el. A WSK-Mielecnél a MiG–15bisz lengyel licenc-változatát, a Lim–2-t váltotta fel a gyártósoron. A sorozatgyártás 1960-as beszüntetéséig 477 db Lim–5 készült Mielecben. Közülük több példány Lim–5R típusjelzéssel felderítő változat volt, amelyeket AFA–39 fényképezőgéppel szereltek fel. 1959–1960 között az Izumrud–5 (RP–5) rádiólokátorral felszerelt MiG–17PF változatot gyártották a WSK-Mielecnél Lim–5P jelzéssel. Ebből a változatból 129 db készült.
Az 1950-es évek végén kezdték el Lengyelországban a Lim–5 bázisán egy könnyű vadászbombázó repülőgép kialakítását. A MiG–17 és a Lim–5 földi célpontok támadására csak korlátozottan volt alkalmas. E célra mindössze két db, 250 kg tömegű légibomba felfüggesztésére volt lehetőség a szárny alatti üzemanyag-póttartályok helyén. A lengyel vadászbombázó változat fegyverzetét a légibombák helyett két db, 57 mm-es SZ–5 típusú, földi célok elleni nem-irányított rakétákat hordozó Mars–1 típusú indítóblokkal egészítették ki. A függőleges vezérsík alá fékernyőt építettek, a füves repülőtérről történő üzemeltetés érdekében a futók duplakerekesek lettek, és lehetőség volt a törzsön startrakéták rögzítésére is. A törzshöz közeli szárnyrész vastagabb lett, amelybe így üzemanyagtartályt építhettek be. A két, CM–I és CM–II jelű prototípus 1958-ban készült el, majd Lim–5M típusjelzéssel 1960–1961 között 60 db-ot gyártottak. Az első sorozatgyártású gép 1960. november 30-án készült el. A Lim–5M nem lett sikeres, csak átmeneti típus maradt. A vastagabb szárny miatt romlottak a gép aerodinamikai tulajdonságai, ugyanakkor a nagyobb üzemanyag mennyiség nem eredményezett jelentős növekedést a hatótávolságban.
A Lim–5-nél jelentkező problémák kiküszöbölésére 1961-től egy 40 db-os áttervezett sorozat készült Lim–6 jelzéssel, amelybe már a módosított Lis–6 gázturbinás sugárhajtóművet építették be. A hajtóműnél jelentkező problémák miatt azonban az elkészült gépeket nem adták át a repülő csapatoknak.

## Lim–6
A további fejlesztések eredménye lett az 1963-ra elkészült Lim–6bis, amelynél visszatértek a Lim–5 szerkezeti kialakításához, az eredeti, vékonyabb szárnyakkal és az egykerekes futókkal. A legjelentősebb módosítás a szárny belső részén, a törzs közelében elhelyezett fegyvertartó pilon volt, amelyre a földi célok elleni nem-irányított rakéták indító blokkját lehetett felszerelni. A sorozatgyártása már 1963-ban elkezdődött, de a Lengyel Néphadsereg repülő csapatainál hivatalosan csak 1964. szeptember 14-én rendszeresítették. 1964-ig 70 db Lim–6bis-t gyártottak, emellett több régebbi gyártású Lim–5M és Lim–6 gépet építettek át Lim–6bis változatúra. A Lim–6bis bázisán néhány Lim–6R (más típusjelzéssel Lim–6bisR) felderítő változat is készült, amelyekben AFA–39 fényképezőgépet helyeztek el.
1971-től a Lim–5P vadászrepülőgépeket is Lim–6bis vadászbombázókká építették át, de ezek a gépek a Lim–6M típusjelzést kapták. A gépek orrából eltávolították az Izumrud–5 radarberendezést. Eltérés volt azonban a bis változathoz képest, hogy az átépített gépeket nem látták el fékernyővel. Néhány Lim–6M változatot később fényképezőgéppel felszerelve Lim–6MR felderítővé alakítottak.

## Alkalmazása
A Lim–6bis, a Lim–6R, Lim–6M és a Lim–6MR az 1980-as évek végéig a lengyel repülő csapatok legnagyobb számban üzemeltetett vadászbombázó típusa volt. Az utolsó példányait 1992-ben vonták ki a hadrendből. Többet exportálták a Német Demokratikus Köztársaságba, Egyiptomba és Indonéziába. Az NDK-nak eladott gépek közül néhány az 1980-as években Bissau-Guineába került.

## Szerkezeti kialakítása és műszaki jellemzői

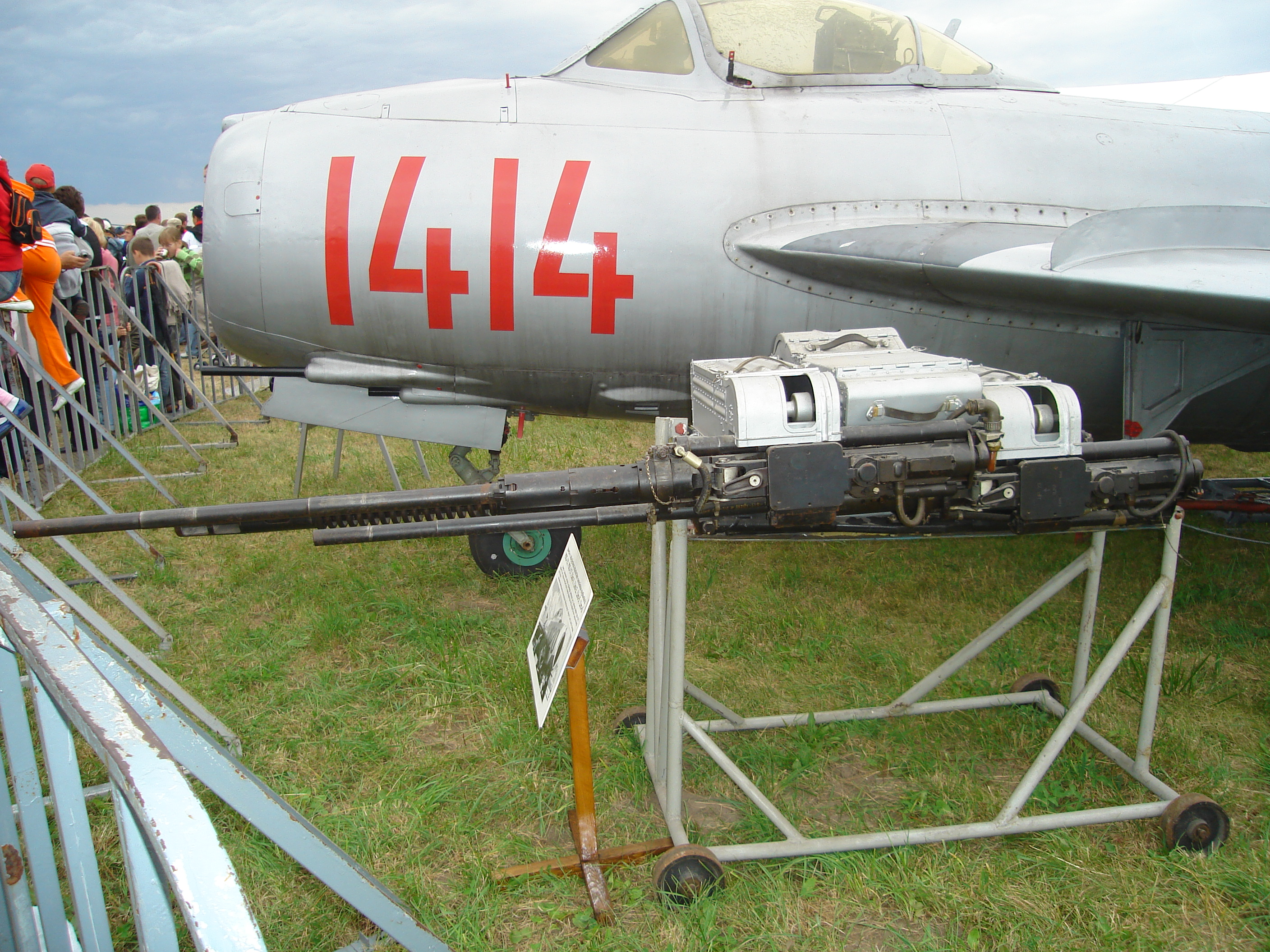
A 2 db NR–23 és 1 db N–37 gépágyút tartalmazó fegyverbölcső kiszerelve

A repülőgép szerkezete lényegében megegyezett a MiG–17F, illetve a MiG–17PF típusú vadászrepülőgépekével. Alapvető különbség a földi célok támadására alkalmassá tett fegyverzetben volt. A Lim–6bis-nél megtartották a törzs orr-részébe beépített kettő db 23 mm-es NR–23 gépágyút (80 db lőszerrel), valamint az egy db 37 mm-es N–37D gépágyút (40 db-os lőszerjavadalmazással), a Lim–6M-nél pedig a MiG-17PF-hez hasonlóan 3 db NR–23 gépágyút alkalmaztak. A szárnyak alatt azonban két-két fegyverfelfüggesztő csomópontot alakítottak ki, melyek összterhelhetősége 780 kg. A Lim–6bis belső fegyvertartó pilonjaira egy-egy lengyel gyártmányú Mars–2 rakétaindító blokkot lehetett felszerelni, összesen 16 db SZ–5 típusú, földi célok elleni nem-irányított rakétával. A rakétablokkok helyett 100 kg-os légibombák rögzítésére is volt lehetőség. A külső rögzítési pontokra egy-egy 250 kg-os légibombát, vagy 400 l-es üzemanyag-póttartályt lehetett felszerelni.
Hajtóműve a Klimov VK–1F utánégetős gázturbinás sugárhajtómű Lengyelországban gyártott licenc-változata, a 25,5 kN tolóerejű Lis–5 volt. A törzsben elhelyezett üzemanyagtartályok kapacitása 1415 l volt.

## Típusváltozatok
- Lim–5 – A MiG-17F lengyel licenc-változata
- Lim–5R – A Lim–5 felderítő változata
- Lim–5P – A MiG–17PF-en alapuló, minden időjárási helyzetben használható vadászrepülőgép
- Lim–5M – Vadászbombázó változat
- Lim–6 – Kísérleti vadászrepülőgép sorozat, nem rendszeresítették
- Lim–6bis – Sorozatgyártású vadászbombázó repülőgép
- Lim–6R – A Lim–6bis felderítő változata
- Lim–6M – A korábbi gyártású Lim–5P gépekből átépített vadászbombázó repülőgép
- Lim–6MR – A Lim–5P gépekből átépített felderítő repülőgép

## Műszaki adatai (Lim–6bis)

### Méret- és tömegadatok
- Hossz: 11,36
- Fesztáv: 9,628 m
- Magasság: 3,8 m
- Szárnyfelület: 22,6 m²
- Üres tömeg: 4271 kg
- Felszálló tömeg: 5651 kg

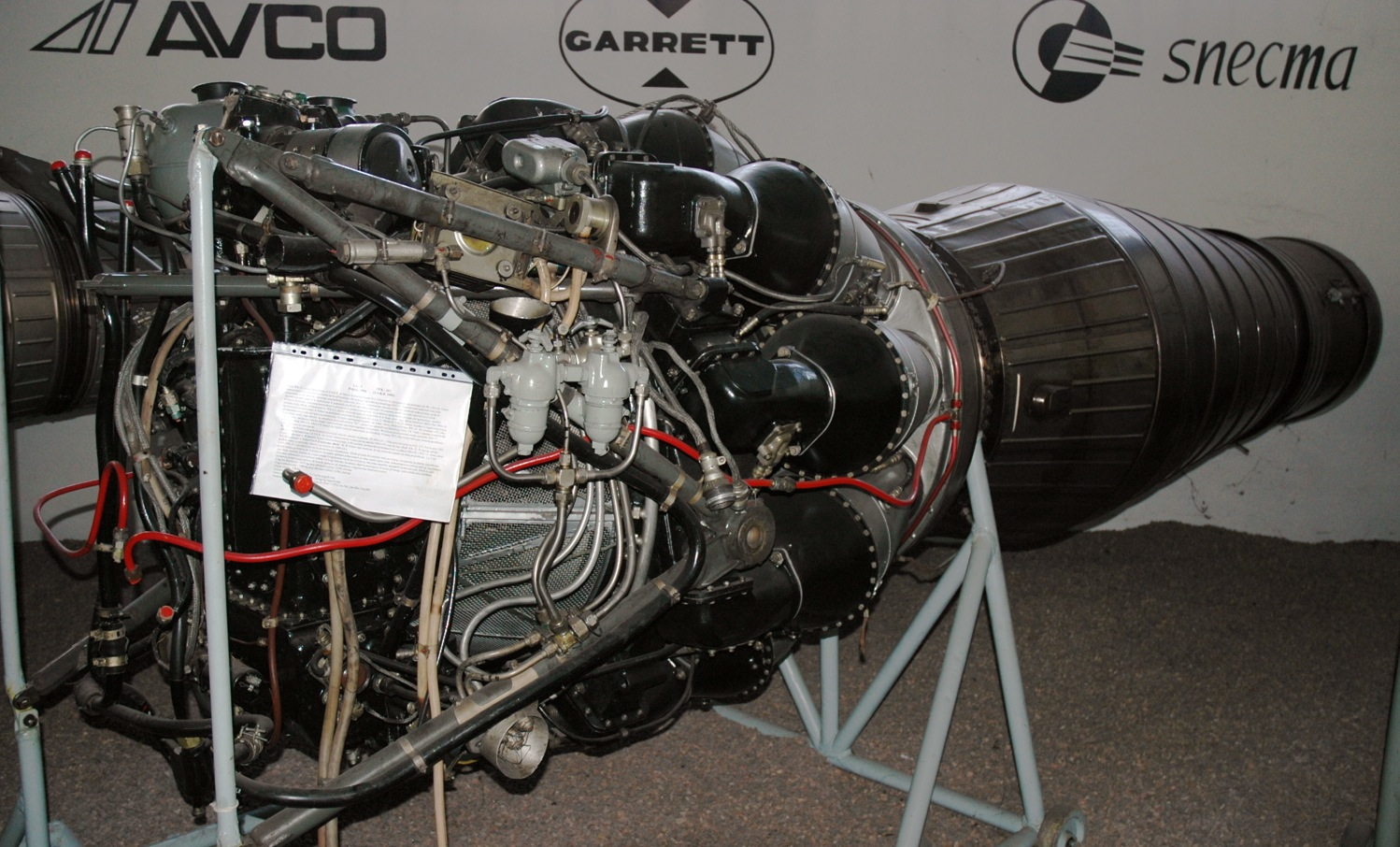
Lis–5 gázturbinás sugárhajtómű

- Maximális felszálló tömeg: 6652 kg

### Hajtómű
- Hajtóművek száma: 1 db
- Hajtómű típusa: Lis–5 gázturbinás sugárhajtómű
- Tolóereje: 25,5 kN (utánégetéssel 33,1 kN)

### Repülési adatok
- Maximális sebesség: 1150 km/h
- Hatótávolság: 1080 km (üzemanyag-póttartállyal 1670 km)
- Szolgálati csúcsmagasság: 16 470 m

## Lásd még
- MiG–17

## Külső hivatkozások
- Polskie samoloty myśliwsko-szturmowe i rozpoznawcze rodziny Lim-6 a Militarium.net oldalon (lengyelül)
- A Lim–6-ot egykor gyártó PZL-Mielec honlapja